# آتن اینترنشنال
آتن اینترنشنال (انگلیسی: ATEN International) شرکت فناوری اطلاعات تایوانی است، که در سال ۱۹۷۹ تأسیس شد.